# Naret-chentet
Der vordere Baumgau, auch vorderer Oleanderbaumgau oder Naret-Baumgau genannt (altägyptisch Naret-chentet), war der 20. oberägyptische Gau mit dem Hauptort Herakleopolis Magna.
Eine erste Erwähnung als Gau findet sich im Alten Reich in der Weltenkammer des Sonnenheiligtums des Niuserre. Einige Statthalter des Gaues, die ins Alte Reich datieren, sind bei Deschascha begraben. In einigen Quellen wird der Gau nur als Naret bezeichnet. Wolfgang Helck vermutet, dass der vordere Baumgau zeitweise mit dem hinteren Naumgau (21. oberägyptischer Gau) zusammengelegt war.

## Bekannte Gaufürsten
- Iteti Schedu
- Inti (Deschascha)
- Nenchefetkai